# Visegrád Battlegroup
Die Visegrád Battlegroup wurde als temporäre militärische Einheit der Visegrád-Gruppe aufgestellt. Sie wurde mittlerweile in eine V4 EU Battlegroup (V4 EU BG) unter Leitung von Polen umstrukturiert und steht für den weltweiten Einsatz der NATO und der EU zur Verfügung.

## Mitglieder und Ausrüstung
Die Kampftruppe bestand 2016 aus ca. 3700 Kämpfern:
| Polen                 | 1.870 | Manöver- und Kampftruppen                                                               |
| Tschechische Republik | 728   | Logistiktruppen, Hubschraubereinheiten, Elektronische Kampfunterstützung, Sanitätswesen |
| Ungarn                | 640   | Pioniere, Militärisch-Zivile Kooperation                                                |
| Slowakei              | 460   | ABC-Abwehr                                                                              |
| Ukraine               | 19    | Verbindungstruppe                                                                       |